# جنسیت

نمادهای جنسیتی در هم تنیده شده‌اند. قرمز (سمت چپ) نماد ونوس برای زن است. آبی (سمت راست) نماد مریخ برای مرد است.

جنسیت یا ژادینگی به مجموعه وسیعی از انتظارات و هنجارهای مشترک اشاره می‌کند که به رفتار مردان و زنان، دختران و پسران مربوط می‌شود و طیفی از ویژگی‌ها و تمایزهای بین مردانگی و زنانگی را دربر می‌گیرد. بسته به بستر، این ویژگی‌ها می‌توانند شامل ژاد (مانند وضعیت مرد، زن یا بیناجنس بودن)، ساختار اجتماعی مبتنی بر جنسیت (مانند نقش جنسیتی) یا هویت جنسیتی باشد. در بیشتر فرهنگ‌ها جنسیت به دو گروه کلی تقسیم می‌شود: پسر/مرد و دختر/زن. افرادی که خارج از این دو گروه باشند، خارج از جنسیت به‌شمار می‌آیند. بعضی از جوامع علاوه بر مرد و زن جنسیت‌های دیگری را نیز به رسمیت می‌شناسند، مانند هجرا در جنوب آسیا. این افراد معمولاً به عنوان جنس سوم (و جنس چهارم و غیره) شناخته می‌شوند.
جان مانی، سکس‌شناس، تمایز واژگانی بین ژاد و جنسیت به عنوان یک نقش را در سال ۱۹۵۵ تعریف کرد. پیش از کار او، واژه جنسیت تنها برای جنس دستوری در زبان‌شناسی به کار می‌رفت. با این حال معنای جدید این واژه تا دهه ۱۹۷۰ استفاده نمی‌شد، در این زمان جنبش فمینیسم تمایز بین ژاد و جنسیت (ساختار اجتماعی) را پذیرفت. امروزه این تمایز در برخی حوزه‌ها، به ویژه علوم اجتماعی و اسنادی که توسط سازمان جهانی بهداشت نوشته شده‌اند، رعایت می‌شود.
کاربرد واژهٔ جنسیت در سایر حوزه‌ها از جمله برخی از حوزه‌های علوم اجتماعی، شامل مفهوم جنس (زیست‌شناسی) نیز می‌شود یا جایگزین آن می‌شود. به عنوان مثال، در تحقیقات جانوری از واژهٔ جنسیت معمولاً برای اشاره به جنس (زیست‌شناسی) جانوران استفاده می‌شود. این تغییر در معنای جنسیت را می‌توان در دهه ۱۹۸۰ ردیابی کرد. در سال ۱۹۹۳، سازمان غذا و دارو (آمریکا)(FDA) شروع به استفاده از واژهٔ جنسیت به جای جنس کرد. بعد در سال ۲۰۱۱، FDA موضع خود را عوض کرد و از واژهٔ جنس (زیست‌شناسی) به عنوان طبقه‌بندی زیستی و از واژهٔ جنسیت در یکی از این دو مفهوم استفاده کرد: «چه گونه یک نفر خودش را به عنوان مرد یا زن معرفی می‌کند» یا این که «چه گونه یک نفر براساس بروز جنسیتی‌اش از نهادهای اجتماعی بازخورد می‌گیرد».
علوم اجتماعی شاخه‌ای دارد که به مطالعات جنسیت اختصاص دارد. علوم دیگری مانند سکس‌شناسی و علوم اعصاب نیز به این موضوع می‌پردازند. علوم اجتماعی گاهی به جنسیت به عنوان یک ساختار اجتماعی می‌پردازد، و مطالعات جنسیت هم چنین از این دیدگاه به موضوع می‌پردازد، در حالی که پژوهش‌های علوم طبیعی بررسی می‌کند که آیا جنس (زیست‌شناسی) در مردان و زنان بر رشد جنسیت در انسان تأثیر دارد. این هر دو مطالعه بحث در مورد میزان اثرگذاری اختلاف‌های زیستی در شکل‌گیری هویت جنسیتی را می‌سازند. در برخی از متون انگلیسی جنس (زیست‌شناسی)، جنسیت روان شناختی و جنسیت اجتماعی یک سه‌گانه را می‌سازند. این چارچوب برای اولین بار در سال ۱۹۷۸ در یک مقاله فمینیستی پیرامون تراجنسی‌گرایی شکل گرفت.

## تفاوت جنسیت با اصطلاحات مشابه

#### تفاوت جنسیت با جنس
در گذشته و حتی اکنون در میان بسیاری از افراد دو مفهوم جنس و جنسیت به یک معنا به شمار می‌رفتند، ولی از نظر زیستی و اجتماعی این دو مقوله از یک دیگر متفاوت و در عین حال با یکدیگر مرتبط‌اند. جنس به عنوان یک ویژگی زیستی به تفاوت‌های زیستی و بیولوژیکی بین بدن مردان، زنان و بینا‌جنسی اشاره می‌کند که هم ویژگی‌های اولیه یک جنس (سیستم تولید مثل) و هم ویژگی‌های ثانویه آن (مانند پستان و موی صورت) را شامل می‌شود. 
اما جنسیت به شکل اجتماعی بر اساس ویژگی هایی تعیین می‌شود که از طبقه‌بندی جنسی نشات می‌گیرد و به نوبه خود تفاوت های اجتماعی و فرهنگی ای را منعکس می‌کند که به دنبال جنس خاص به وجود می‌آید.

#### تفاوت هویت جنسیتی با گرایش جنسی
از دیگر خطاهای رایج در تعاریف مربوط به جنسیت این است که گرایش جنسی را به معنای هویت جنسیتی در نظر گرفته شود، در حالی که این دو اصطلاح از یکدیگر متفاوت بوده و تعاریف خاص خود را دارند. گرایش جنسی در مواردی به کار می‌رود که فرد به سمت شخص دیگری جذب بشود و احساس کند که از نظر عاطفی و جنسی به آن شخص کشش دارد. اما موضوع هویت جنسیتی به کشش جنسی نسبت به شخصی بر نمی‌گردد، بلکه به این موضوع بازمی‌گردد که فرد در واقع چه کسی است، زن یا مرد یا فراهنجار جنسی و یا جزو گروه‌های دیگر. به طور کلی اصطلاح هویت جنسیتی هویت‌یابی روانی فرد با جنسیتی خاص را در بر می‌گیرد و چندان کشش فرد را نسبت به افراد دیگر مورد توجه قرار نمی‌دهد.
انجمن روان‌شناسی آمریکا هویت جنسیتی را اینگونه تعریف می کند:
حس بنیادین فرد از مرد بودن، زن بودن، یا جنسی نامشخص بودن. 
بنابراین از همین تعریف بالا می توان دریافت که هویت جنسیتی و گرایش جنسی از یکدیگر متفاوت بوده و هر کدام تعریف ویژه خود را دارند.